# 川前直樹
川前 直樹（かわまえ なおき、1982年11月6日 - ）は、NTT東日本バドミントン部所属の男子バドミントン選手。奈良県出身。身長167cm、体重62kg。血液型はA型。右利き。柏原高校 - 日本大学 - NTT東日本。

## バドミントンの経歴
両親がバドミントンプレーヤーだったこともあり、10歳の時にバドミントンを始める。小学生の時に全小シングルスで3位入賞。中学時は全中シングルスベスト8、高校時はインターハイシングルス準決勝で佐藤翔治に当たりファイナルまでいくが敗れる。高校卒業後は日本大学に進学し、2002年〜2004年のインカレでダブルス3連覇を成し遂げる。大学卒業後に名門NTT東日本に入社し、全日本総合バドミントン選手権大会では2006年に男子ダブルス準優勝、翌年の2007年には男子ダブルス優勝を果たす。
バドミントン日本代表ナショナルチームメンバーに選出され、同僚の佐藤翔治とペアを組んで男子ダブルスでのロンドンオリンピック出場を勝ち取った。

## 主な戦歴

### 国内試合
- 2002年
  - インカレ　ダブルス優勝
- 2003年
  - インカレ　ダブルス優勝（2連覇）
- 2004年
  - インカレ　ダブルス優勝（3連覇）
- 2006年
  - 全日本総合選手権　ダブルス準優勝
- 2007年
  - 全日本総合選手権　ダブルス優勝